# Municipio de LeRoy (Illinois)
El municipio de LeRoy (en inglés: LeRoy Township) es un municipio ubicado en el condado de Boone en el estado estadounidense de Illinois. En el año 2010 tenía una población de 485 habitantes y una densidad poblacional de 5,99 personas por km².

## Geografía
El municipio de LeRoy se encuentra ubicado en las coordenadas 42°26′50″N 88°45′34″O / 42.44722, -88.75944. Según la Oficina del Censo de los Estados Unidos, el municipio tiene una superficie total de 81.01 km², de la cual 80,99 km² corresponden a tierra firme y (0,02 %) 0,02 km² es agua.

## Demografía
Según el censo de 2010, había 485 personas residiendo en el municipio de LeRoy. La densidad de población era de 5,99 hab./km². De los 485 habitantes, el municipio de LeRoy estaba compuesto por el 96,29 % blancos, el 0,21 % eran afroamericanos, el 0,21 % eran amerindios, el 2,27 % eran de otras razas y el 1,03 % eran de una mezcla de razas. Del total de la población el 3,92 % eran hispanos o latinos de cualquier raza.